# Cerisiers
Cerisiers is een gemeente in het Franse departement Yonne (regio Bourgogne-Franche-Comté) en telt 888 inwoners (2004). De plaats maakt deel uit van het arrondissement Sens.

## Geografie
De oppervlakte van Cerisiers bedraagt 26,1 km², de bevolkingsdichtheid is 34,0 inwoners per km².
De onderstaande kaart toont de ligging van Cerisiers met de belangrijkste infrastructuur en aangrenzende gemeenten.

## Demografie
Onderstaande figuur toont het verloop van het inwonertal (bron: INSEE-tellingen).